# Regelfahrverbot
Bei bestimmten Verkehrsordnungswidrigkeiten sieht das Straßenverkehrsgesetz (StVG) in Verbindung mit dem Bußgeldkatalog (BKatV), neben der Verhängung eines Bußgeldes, die Anordnung eines zeitlich befristeten Fahrverbotes (§ 25 StVG) als Regelbuße vor; man spricht in diesen Fällen von einem Regelfahrverbot (§ 4 BKatV).
Im Bußgeldkatalog sind vornehmlich die Fälle der erheblichen Geschwindigkeitsüberschreitung sowie der deutlichen Unterschreitung eines Mindestabstandes zu einem vorausfahrenden Fahrzeug mit einem Regelfahrverbot zwischen 1 und 3 Monaten verbunden. 
Beispiel: Bei einer Überschreitung der zulässigen Höchstgeschwindigkeit mit einem PKW innerorts um mehr als 30 km/h bzw. außerorts um mehr als 40 km/h ist sowohl eine Geldbuße als auch jeweils ein Regelfahrverbot von 1 Monat für den Fahrzeugführer vorgesehen. Bei höheren Geschwindigkeitsüberschreitungen erhöht sich – neben dem Bußgeld – auch die Dauer des Fahrverbots.
Von der Verhängung eines Fahrverbotes kann im Fall eines Augenblicksversagens abgesehen werden. Aber auch die Verlängerung der Dauer des (Regel-)Fahrverbotes ist möglich, da die Regelfälle von einfacher Fahrlässigkeit des Fahrzeugführers und "normalen" Verkehrssituationen ausgehen. Eine Verlängerung des Fahrverbots kommt insbesondere bei vorsätzlichem Verstoß sowie in Verbindung mit Verkehrsunfällen in Frage.